# 火山七大陸最高峰

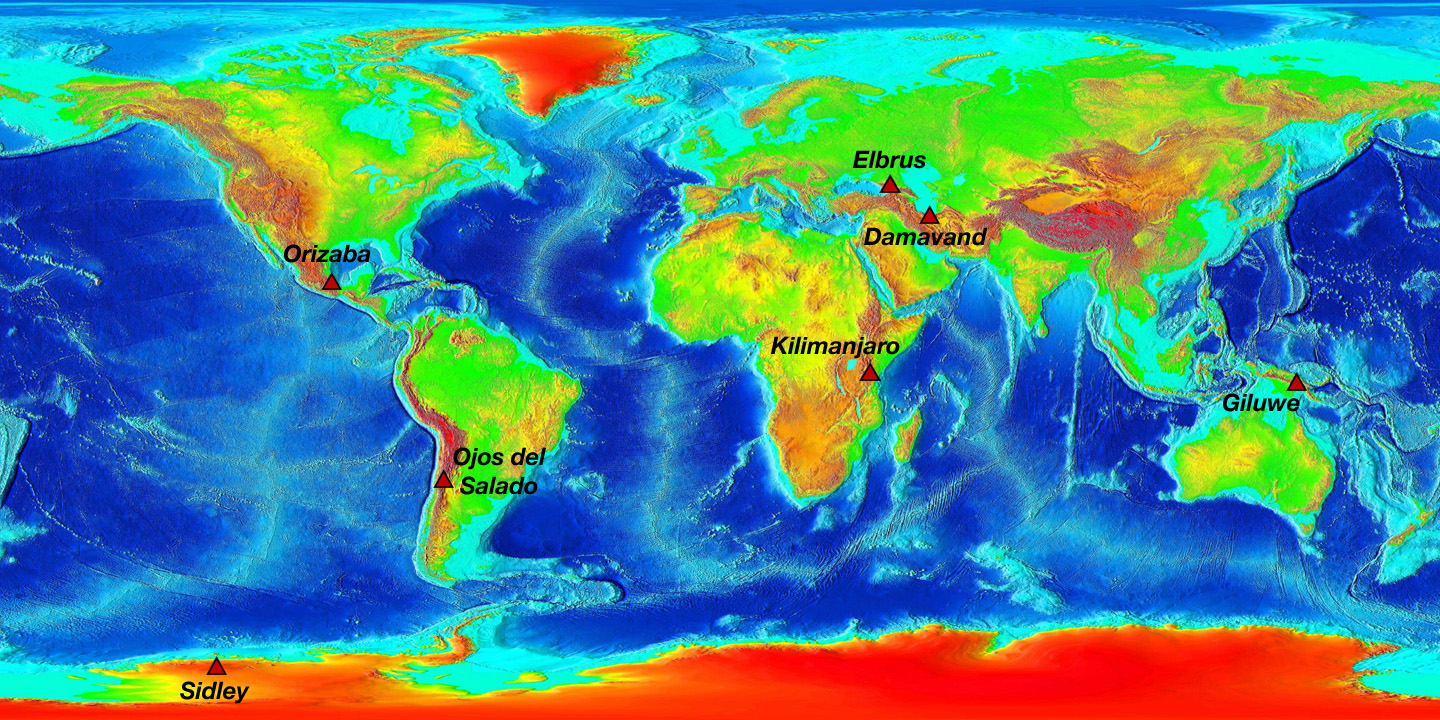
標高で色分けした世界地図における火山七大陸最高峰の位置

火山七大陸最高峰（かざんななたいりくさいこうほう、英語: Volcanic Seven Summits）は、地球上の7つの大陸のそれぞれにおける、火山の最高峰の総称である。七大陸最高峰(Seven Summits)を火山に限定したものである。登山家（ピークハント）の新たな目標として1999年に提唱された。
火山七大陸最高峰のうち、キリマンジャロとエルブルス山の2座は七大陸最高峰にも含まれている。

## 定義
大陸の境界の解釈（地質、地理、地政学）の違いにより、大陸の数および各大陸の最高峰についてはいくつかの定義が可能である。ここで使用されている「7つ」という大陸の数は、西ヨーロッパやアメリカ合衆国で使用されている大陸モデルに基づいている。ここで定義されている大陸は、地政学的ではなく、地質学的および地理的基盤に基づいている。
また、火山の最高峰を決定する上では、「火山」の定義、および、「山」の定義を明確にする必要がある。前者については、火山岩が噴火以外の地質学的プロセスによって隆起してできたものや、高地の地表に溶岩がわずかに漏出したようなものは除外され、実際に噴火によってできた火山の中心のみを対象とする。後者については、プロミネンスが300メートル以上のものを山としている。

### アフリカ・北アメリカ・南極
アフリカ大陸、北アメリカ大陸、南極大陸の火山最高峰については、特に論争となるような事項はない。それぞれ、キリマンジャロ、オリサバ山、シドリー山が火山最高峰である。

### オーストラリア
オーストラリア本土にも長らく活動していない小さな火山がいくつかあるが、このリストではニューギニア島をオーストラリア大陸（オーストララシア）の一部としている。1970年代・1980年代に書かれた多くの科学論文で、パプアニューギニアのギルウェ山が実際には古い侵食された火山であることが確認されている。これより高いニューギニア島の山は全て非火山性である。
オセアニア全体を対象にした場合でも、ハワイのマウナ・ケア山やニュージーランドの火山はいずれもギルウェ山より標高が低いため、ギルウェ山は火山最高峰のままである。

### ヨーロッパ
一般的に受け入れられているヨーロッパとアジアの地理的境界は、ロシア中央部のウラル山脈およびロシアの南の国境に沿ったコーカサス山脈の主稜線である。エルブルス山はコーカサス山脈の主稜線のすぐ北にあるため、この山がヨーロッパ最高峰であり、従ってヨーロッパの火山最高峰である。
しかし、一部の地質学者は、クマ＝マヌィチ窪地をアジアとヨーロッパの地質学的境界と考えている。この定義に従うと、エルブルス山は全域がアジアに含まれることになり、ヨーロッパの火山最高峰はイタリア・シチリア島のエトナ山となる。スペイン領のカナリア諸島のテイデ山の方が標高が高いが、地質学的にはアフリカ大陸に属しているため、ヨーロッパの火山最高峰とはみなされない。

### 南アメリカ
南アメリカ大陸最高峰のアコンカグアは火山起源の山であるが、現在の最高点は厳密な火山ではなく、他の地質学的プロセスによるものである。このため、火山七大陸最高峰の一覧においては、アコンカグアは山頂自体は火山ではないとして、除外している。
アルゼンチンとチリの国境地域の地形図は、精度が低く、標高の記載には大きな誤差が含まれる。しかし、最新の測定結果に基づく現在のコンセンサスでは、オホス・デル・サラードが、南米第3位のピシス山より著しく高い南米で2番目に高い山であり、火山最高峰となる。

### アジア
標高5,610メートルのダマーヴァンド山は、プロミネンスが4,600メートルを超える非常に大きな孤立した成層火山である。
チベットの崑崙山脈のアシクレ火山群は、ダマーヴァンド山よりも高い標高に70を超える火口があり、その最高峰(北緯35度30分 東経80度12分 / 北緯35.5度 東経80.2度)は標高5,808メートルである。この火山群は火山ではなく火砕丘の一種と見なされる。これらの火砕丘に関する情報は非常に少なく、記載されている標高とプロミネンスは正確性や信頼性に欠ける。これらの中にプロミネンスが300メートルを超えるものがあれば、アジアの火山最高峰となる可能性がある。なお、以下の一覧に含まれる山は、300メートルを遥かに超えるプロミネンスを持っている。

## 火山七大陸最高峰の一覧
| オホス・デル・サラード[*] | 6,893 m (22,615 ft) | 3,688 m (12,100 ft) | 南アメリカ大陸 | アンデス山脈                     | アルゼンチン/チリ  |
| キリマンジャロ[*]         | 5,895 m (19,341 ft) | 5,885 m (19,308 ft) | アフリカ大陸   | -                                | タンザニア         |
| エルブルス山[*]           | 5,642 m (18,510 ft) | 4,741 m (15,554 ft) | ヨーロッパ     | カフカス山脈                     | ロシア             |
| オリサバ山                | 5,636 m (18,491 ft) | 4,922 m (16,148 ft) | 北アメリカ大陸 | メキシコ横断火山帯               | メキシコ           |
| ダマーヴァンド山          | 5,610 m (18,406 ft) | 4,667 m (15,312 ft) | アジア         | アルボルズ山脈                   | イラン             |
| ギルウェ山                | 4,368 m (14,331 ft) | 2,488 m (8,163 ft)  | オセアニア     | -                                | パプアニューギニア |
| シドリー山                | 4,285 m (14,058 ft) | 2,517 m (8,258 ft)  | 南極大陸       | エグゼクティブ・コミッティー山脈 | -                  |

* 注釈: キリマンジャロとエルブルス山は七大陸最高峰にも含まれる。オホス・デル・サラードはセブン・セカンド・サミットにも含まれる。

## 火山セブン・セカンド・サミット
同様にして、セブン・セカンド・サミットの火山版である火山セブン・セカンド・サミット(Volcanic Seven Second Summits)も定義できるが、「大陸」の定義が問題となり、火山七大陸最高峰よりも事情は複雑である。
オーストラリア大陸で2番目に高い火山はパプアニューギニアのハーゲン山となるが、対象をオセアニアに拡大すると、ハワイ島にあるマウナ・ケア山、マウナ・ロア山に次ぐ4位となる。
ヨーロッパで2番目に高い火山はカズベク山である。カズベク山はコーカサス山脈の主稜線のヨーロッパ側にあるが、ロシアとジョージアの国境上にあり、ジョージアはアジアの国ともみなされる。
| ピシス山         | 6,793 m (22,287 ft) | 2,138 m (7,014 ft)  | 南アメリカ大陸     | アンデス山脈       | アルゼンチン       |
| ポポカテペトル山 | 5,426 m (17,802 ft) | 3,020 m (9,908 ft)  | 北アメリカ大陸     | メキシコ横断火山帯 | メキシコ           |
| ケニア山[1]      | 5,199 m (17,057 ft) | 3,825 m (12,549 ft) | アフリカ大陸       | -                  | ケニア             |
| アララト山       | 5,137 m (16,854 ft) | 3,611 m (11,847 ft) | アジア大陸         | -                  | トルコ             |
| カズベク山       | 5,033 m (16,512 ft) | 2,353 m (7,720 ft)  | ヨーロッパ         | コーカサス山脈     | ジョージア/ロシア  |
| エレバス山       | 3,794 m (12,448 ft) | 3,794 m (12,448 ft) | 南極大陸           | ロス島             | - [2]              |
| ハーゲン山       | 3,778 m (12,395 ft) | >900 m (3,000 ft)   | オーストラリア大陸 | ハーゲン山脈       | パプアニューギニア |

1  ケニア山はセブン・セカンド・サミットにも含まれる。
2  ニュージーランドが領有を主張している（ロス海属領）が、南極条約により領有主張は凍結されている。

## 挑戦歴
2011年、マリオ・トリメリは、七大陸最高峰と火山七大陸最高峰（2座は重複しているため全部で12座）の全ての登頂を世界で初めて達成した。インドの登山家サチャラプ・シッダーンタは、2019年1月16日に南極大陸のシドリー山に登頂し、35歳262日の史上最年少で七大陸最高峰・火山七大陸最高峰の登頂を達成した。それまでの記録は、オーストラリアの登山家ダニエル・ブルの36歳157日だった 。カナダの登山家セオドア・フェアハーストは、2018年12月9日のオホス・デル・サラード登頂により、71歳231日の七大陸最高峰・火山七大陸最高峰登頂の世界最年長記録を達成した。